# Vittorio Veneto
Vittorio Veneto (en vènet Vitòrio) és un municipi italià, de llengua vèneta, situat a la regió de Vèneto i a la província de Treviso. L'any 2001 tenia 29.229 habitants.
És cèlebre internacionalment per la batalla de Vittorio Veneto (octubre-novembre 1918), que marcà el final de la Primera Guerra Mundial al front itàlic.